# Здание городской управы (Таганрог)
Здание городской управы — особняк в центральной части Таганрога.

## История особняка
Трехэтажное здание с четырехугольными колоннами, расположено по адресу ул. Петровская 87, напротив Малого Садового переулка. Здание неоднократно перестраивалось.
Первое здание было построено на этом земельном участке в 1830-х годах купцом Д. Петрококино. В конце 1880-х годов оно было приобретено помещиком К.Н. Комнено-Варваци и капитально перестроено. К зданию была сделана пристройка, флигель во дворе соединен с главным зданием переходом, фасад декорирован в соответствии с новой архитектурной модой. В здании было 62 комнаты, которые занимала семья Комнено-Варваци, состоящая из главы семейства и двух дочерей. После событий первой русской революции 1905 года помещик Комнено-Варваци, напуганный волнениями крестьян в своем имении, решил продать свой огромный особняк в городе. Жить в нем он счел опасным в столь тревожной обстановке.
С 1907 по 1920 годы в здании находилась городская Управа, в пореформенный период (с 1810 года) ставшая главным исполнительным органом городского самоуправления. С 1909 по 1914 год в одной из комнат разместился городской музей с картинной галереей. С 17 января по 1 февраля 1918 года здание занял Совет рабочих депутатов г. Таганрога. С приходом в город немцев в мае 1918 года, а затем деникинских войск, городская Управа вновь вернулась на своё место. После восстановления советской власти дом занял Военно-революционный комитет, с 10 января до июня 1920 года являвшийся главным органом городской власти. Затем здесь размещались профсоюзный клуб, Дом работников просвещения, Автомотоклуб. В конце 1935 года все здание было передано городскому Дворцу пионеров и школьников.
Во время немецко-фашистской оккупации Таганрога, с апреля 1942 года дом заняла немецкая полиция. При освобождении Таганрога здание сгорело. В августе 1959 года здание начали восстанавливать, при этом фасад и планировка его были значительно изменены, надстроен третий этаж, вход был оформлен портиком из четырех квадратных колонн. Здание изменило свой облик и стало трудно узнаваемым.
После реконструкции в здании разместились квартиры.